# Перелюбський район
Перелюбський район рос. Перелюбский район — муніципальне утворення в Саратовській області. Адміністративний центр району — село Перелюб. Населення району — 14 090 осіб.

## Географія
Крайній східний район області. Розташований на Сиртовій рівнині в басейнах річок Камелік і Сестра. Рельєф рівнинний, розчленованість території проявляється переважно на сході, пейзажі сухого степу одноманітні.

## Історія
23 липня 1928 року був утворений Смоленський район з центром в с. Смоленка в складі Пугачовського округу Нижньо-Волзького краю. До його складу увійшла територія колишніх Перелюбської і Смоленської волостей Пугачевського повіту Самарської губернії.
На початку 30-х років райцентр був перенесений в с. Перелюб, а район перейменований у Перелюбський.
З 1934 року район в складі Саратовського краю, з 1936 року — в складі Саратовської області.
З 1 січня 2005 року район перетворений в муніципальне утворення Перелюбський муніципальний район.

## Економіка
Район сільськогосподарський, виробляються зернові та продукція тваринництва.
Багатства району — нафта, газ, горючі сланці, поклади яких оцінюються як найбільші в області. В останні роки ведуться роботи по розвідці і розробці окремих газо-нафтоносних площ.

## Пам'ятки
Пам'яткою є державний заказник, що займає четверту частину території району, в ньому мешкають занесені до Червоної книги — дрохва, стрепет, борсук, степовий бабак.